# ŁKS Łódź
El ŁKS Łódź (Łódzki Klub Sportowy) és un club de futbol polonès de la ciutat de Łódź.

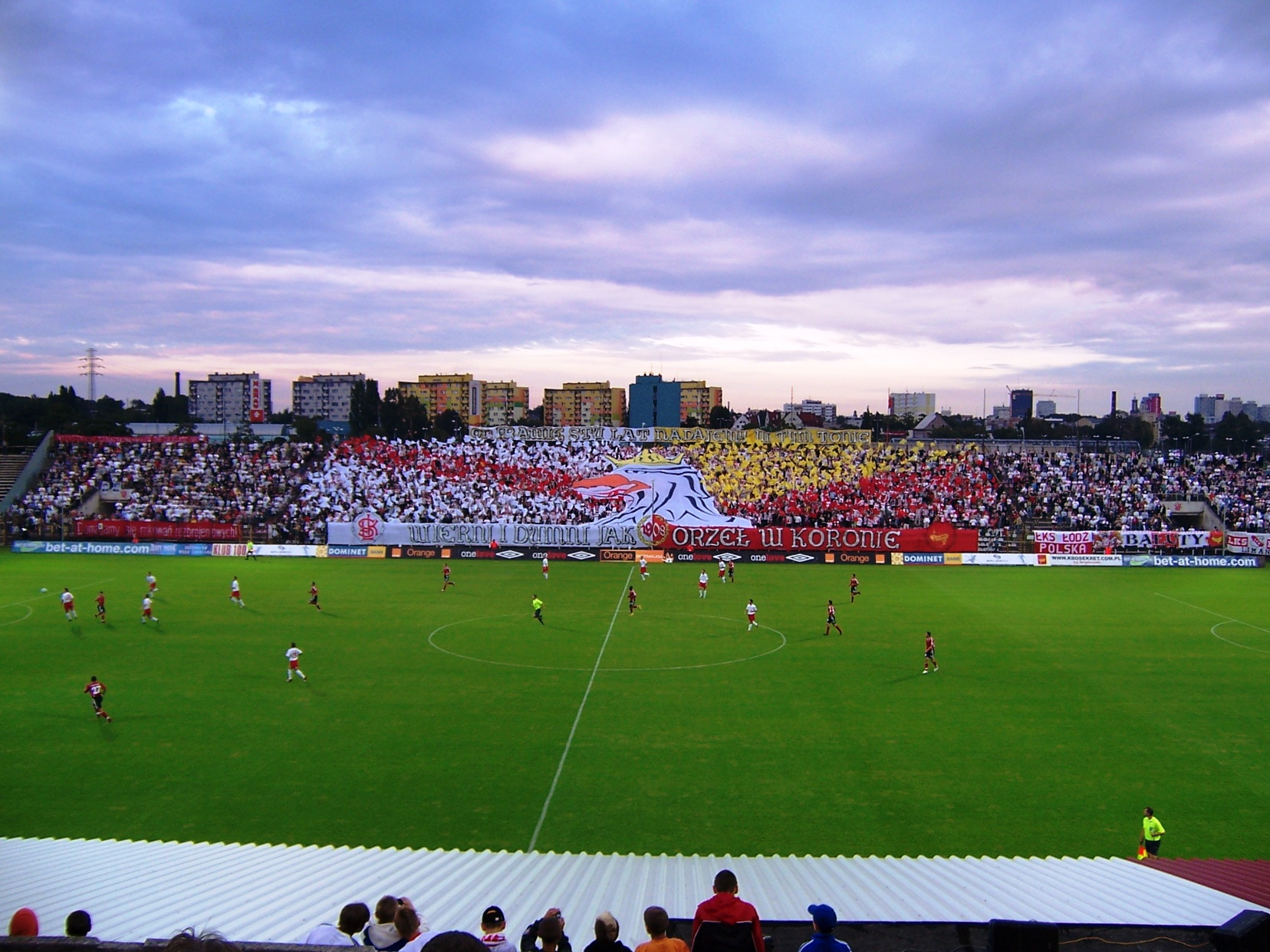
Stadion MOSiR (Łódź)

## Història

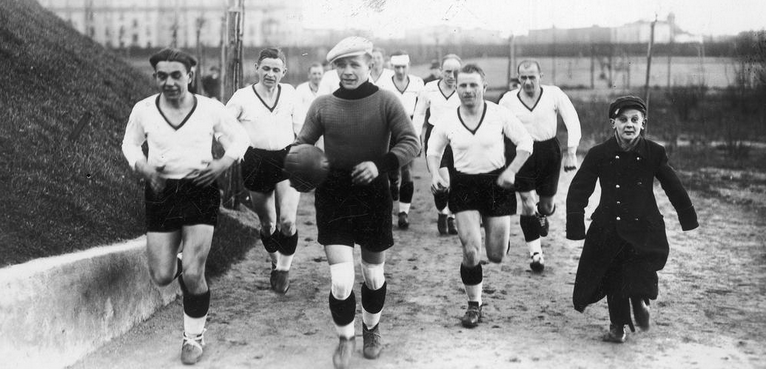
ŁKS el 1936.

El club va ser fundat el 1908. El març de 2010, el govern de la ciutat va vendre l'equip de futbol a un inversor privat, ja que la ciutat ja no es podia permetre el luxe de donar suport a l'equip de futbol, sobretot després de diverses temporades a la màxima categoria Ekstraklasa, on les despeses sovint superaven els ingressos de les entrades. El maig de 2013, en finalitzar la temporada 2012-13 de la segona categoria, l'inversor privat es va declarar en fallida. El club va poders sobreviure jugant a la cinquena categoria. L'any 2019 el club tornà a primera divisió. El 28 de maig de 2023 tornà a la primera categoria, però la temporada següent tornà a segona (I liga).
Evolució del nom:
- 1908: KS Łodzianka Łódź
- 1912: ŁKS Łódź
- 1948: ŁKS Wlokniarz
- 1954: ŁKS Łódź

## Palmarès
- Lliga polonesa de futbol:[5]
  - 1958, 1998
- Copa polonesa de futbol:[6]
  - 1957

## Jugadors destacats
- Paweł Abbott
- Stanisław Baran
- Witold Bendkowski
- Mirosław Bulzacki
- Marek Chojnacki
- Kazimierz Deyna
- Marek Dziuba
- Antoni Gałecki
- Robert Grzywocz
- Leszek Jezierski
- Władysław Karasiak
- Tomasz Kłos
- Władysław Król
- Paulinho
- Jerzy Sadek
- Marek Saganowski
- Władysław Soporek
- Igor Sypniewski
- Henryk Szczepański
- Piotr Świerczewski
- Stanisław Terlecki
- Jan Tomaszewski
- Mirosław Trzeciak
- Tomasz Wieszczycki
- Andrzej Woźniak
- Bogusław Wyparło
- Jacek Ziober